# Asperula hoskingii
Asperula hoskingii är en måreväxtart som beskrevs av I.Thomps.. Asperula hoskingii ingår i släktet färgmåror, och familjen måreväxter.
Artens utbredningsområde är New South Wales. Inga underarter finns listade i Catalogue of Life.